# 崔承祐
崔承祐（?—?），朝鲜半岛新罗、后百济人物，与崔致远、崔彥撝并称“一代三崔”。
崔承祐出身庆州，在唐昭宗龍紀二年（890年）西入唐朝，至景福二年（893年），参加侍郎楊涉主持的科举考试，及第为官。他在唐朝交游，在唐朝灭亡前夕，回到朝鲜半岛。投靠了在朝鲜半岛西南部建国称百济王的甄萱。927年，後爲甄萱作寄高丽王檄書，致信高丽国王王建。崔承祐有《四六》五卷，自序爲《餬本集》。《十抄诗》《东文选》收录了他写作的汉诗。